# Självständiga evangelisk-lutherska kyrkan
Självständiga evangelisk-lutherska kyrkan (på tyska: Selbständige Evangelisch-Lutherische Kirche) är en konfessionellt luthersk kyrka i Tyskland. Kyrkan är medlem i International Lutheran Council och leds av biskop Hans-Jörg Voigt. Kyrkans församlingar är utspridda över hela Tyskland och är ungefär 200 till antalet.